# Tadeusz Mencel (historyk)

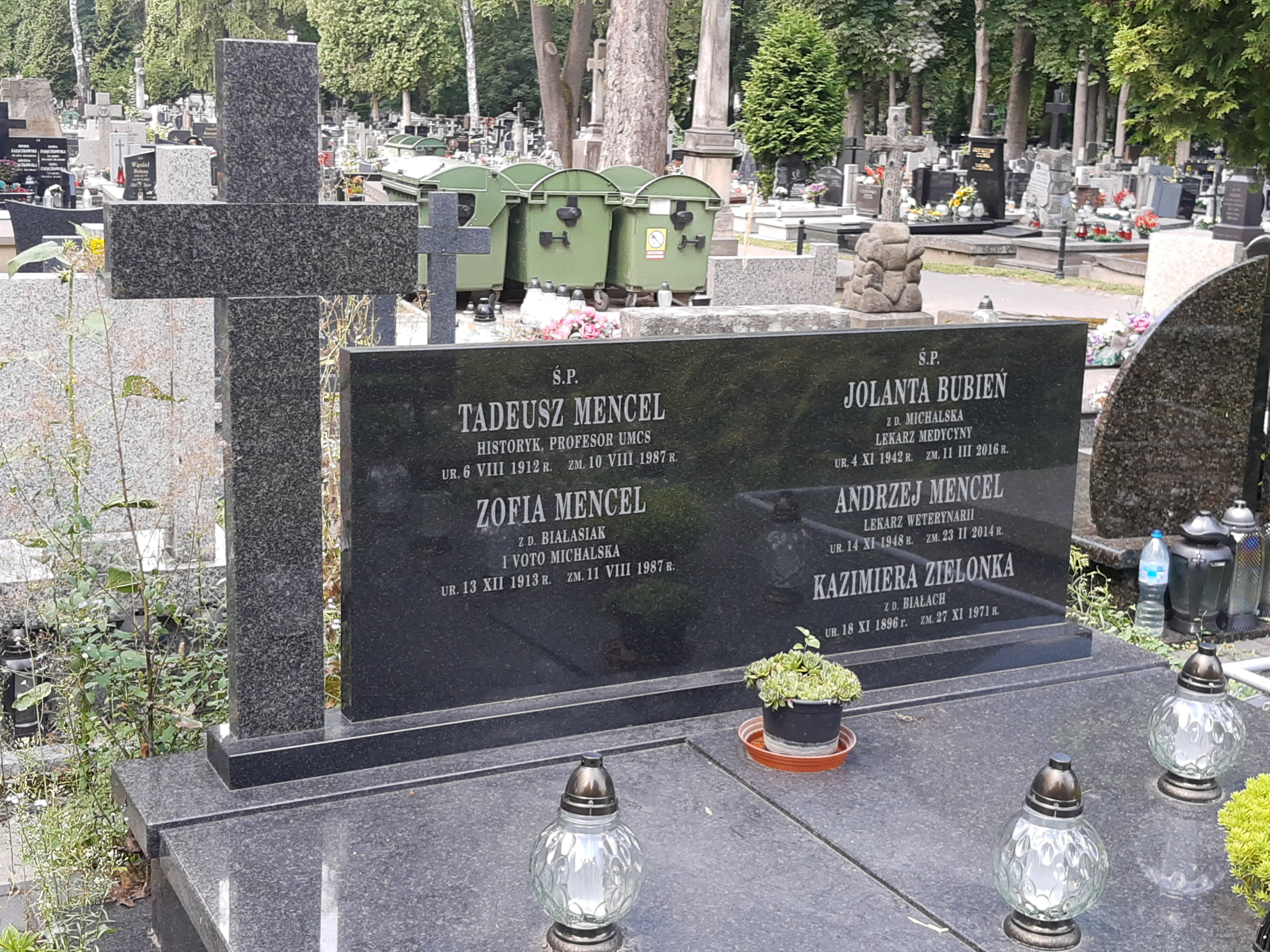
Grób Tadeusza Mencla na cmentarzu przy Lipowej

Tadeusz Mencel (ur. 6 sierpnia 1912 w Łodzi,  zm. 10 sierpnia 1987) – historyk, archiwista.

## Życiorys
W 1931 zdał maturę w Gimnazjum Humanistycznym im. M. Kopernika w Łodzi, następnie ukończył studia na Uniwersytecie Poznańskim i na podstawie pracy „Sejmy Księstwa Warszawskiego” uzyskał tytuł magistra, w 1952 na podstawie pracy o Feliksie Łubieńskim został doktorem.
W latach 1938–1939 był urzędnikiem cywilnym opłacanym przez Fundusz Pracy DOK I, niewykazywanym w stanie faktycznym Wojskowego Biura Historycznego w Warszawie, ale przydzielonym do Samodzielnego Referatu Zaświadczeń i opracowującym „Historię wojenną Legionów Polskich”, tom II. W czasie II wojny światowej, po kampanii wrześniowej znalazł się na Węgrzech. Później walczył m.in. we Francji. 
W latach 1947–1953 pracował w Archiwum Państwowym w Poznaniu, w latach 1953-1954 organizował Archiwum Państwowe  w Zielonej Górze, w latach 1954-1961 był dyrektorem Archiwum Państwowego w Lublinie.
W czasie pracy w archiwach opracowywał liczne zespoły archiwalne, prowadził wykłady na kursach archiwalnych, autor publikacji z zakresu archiwistyki, m.in. w Archeionie, uczestnik konferencji metodycznych organizowanych przez Naczelną Dyrekcję Archiwów Państwowych.
Był także wykładowcą historii nowożytnej i archiwistyki na Uniwersytecie Marii Curie-Skłodowskiej w Lublinie, autorem książek historycznych, m.in. „Galicja Zachodnia 1795-1809. Studium z dziejów ziem polskich zaboru austriackiego po III rozbiorze” (Lublin 1976) oraz redaktorem „Dziejów Lubelszczyzny” (Warszawa 1974). 
Działał w towarzystwach naukowych i organizacjach społecznych, odznaczony był Krzyżem Kawalerskim i Oficerskim Orderu Odrodzenia Polski.
Był żonaty z Zofią Białosiak, miał córkę Jolantę i syna Andrzeja. 